# Prosotas coelestis
Prosotas coelestis är en fjärilsart som beskrevs av Wood-mason och De Nicéville 1886. Prosotas coelestis ingår i släktet Prosotas och familjen juvelvingar. Inga underarter finns listade i Catalogue of Life.